# Tambahmulyo (Jakenan)
Tambahmulyo is een bestuurslaag in het regentschap Pati van de provincie Midden-Java, Indonesië. Tambahmulyo telt 4180 inwoners (volkstelling 2010).